# Вильденбрух, Эрнст фон
Эрнст фон Вильденбру́х (нем. Ernst von Wildenbruch; 3 февраля 1845, Бейрут — 15 января 1909, Берлин) — немецкий писатель и дипломат. Лауреат премии Шиллера (1884, 1896).

## Биография
Вильденбрух родился в семье генерального консула Пруссии в Бейруте, впоследствии генерал-лейтенанта Людвига (Луи) фон Вильденбруха (1803—1874) и его первой супруги Эрнестины фон Ланген (1805—1858), дочери генерала фон Лангена и придворной дамы принцессы Луизы Прусской, в замужестве княгини Радзивилл. Отец Эрнста был незаконным сыном принца Луи Фердинанда Прусского от дочери магдебургского чиновника Генриетты Фромме. В 1810 году король Пруссии Фридрих Вильгельм III присвоил двоим детям, родившимся в этом незаконном союзе, сыну Луи и дочери Бланке фамилию «фон Вильденбрух» и возвёл в дворянское сословие. Луи фон Вильденбрух вырос в качестве приёмного сына в семье своего дяди, князя Антона Радзивилла и его супруги Луизы, сестры принца Луи Фердинанда. Сам Эрнст фон Вильденбрух женился в 1885 году на Марии Каролине фон Вебер, внучке композитора Карла Марии фон Вебера.
После пребывания в Афинах и Константинополе семья Вильденбрухов обосновалась в 1857 году в Берлине, где Эрнст фон Вильденбрух учился во Французской гимназии. В 1859 году он поступил в королевский кадетский корпус и окончил его в 1863 году, получив офицерское звание. В 1863—1865 годах Вильденбрух служил лейтенантом в 1-м гвардейском пехотном полку в Потсдаме. Затем он уволился с действительной военной службы и в последующие два года обучался в магдебургской гимназии, чтобы поступить на юридический факультет Берлинского университета. В 1866 и 1870—1871 годах Вильденбрух в качестве резервиста принимал участие в войнах против Австрии и Франции. С 1871 года Вильденбрух стажировался в апелляционном суде Франкфурта-на-Одере и в 1876 году сдал свой второй государственный экзамен. В 1877 году Вильденбрух несколько месяцев прослужил судьёй участкового суда Эберсвальде и городского суда Берлина. Затем он был принят на работу в юридический отдел министерства иностранных дел и в 1897 году был возведён в чин тайного советника посольства. В 1907 году Вильденбрух переехал в Веймар и проживал там в построенной архитектором Паулем Шульце-Наумбургом вилле «Дом Итака». Вильденбрух похоронен на Историческом кладбище Веймара.
Литературное наследие Вильденбруха включает в себя многочисленные баллады, драмы, романы и рассказы. Вильденбрух считается главным представителем исторической драмы эпохи грюндерства 1880-х годов и националистической «бисмаркской лирики».

## Сочинения
- Tiefe Wasser. Fünf Erzählungen (1898)
- Unter der Geißel. Erzählung) (1901)
- Vionville. Ein Heldenlied in 3 Gesängen (1873)
- Sedan (1875)
- Der Meister von Tanagra (1880)
- Die Karolinger (1881)
- Der Menonit (1881)
- Harold (1882)
- Christoph Marlow (1884)
- Die Quitzows (1888)
- Die Haubenlerche (1890)
- Heinrich und Heinrichs Geschlecht (1896)
- Das deutsche Drama. Seine Entwicklung und sein gegenwärtiger Stand (1899)
- Die Rabensteinerin (1907)
- Gesammelte Werke. Hrsg. v. Berthold Litzmann. 16 Bde. Berlin: Grote 1911—1924
- Das Hexenlied op.15 Musik: Max Schillings
- Das edle Blut; Erzählung: Berlin, 1893, Verlag von Freund & Jedel.